# 伉铁儁
伉铁俊（1913年12月12日—2003年），男，天津人，中华人民共和国化工专家、政治人物，曾任天津市政协副主席，第三、四、五届全国人大代表。

## 家族
父亲伉乃如，弟弟伉铁健、伉铁侠、伉铁杰、伉铁保等，妹妹伉铁霞、伉铁佩等。妻子顾钧，儿子伉大器。